# Emanuele Trionfi
Emanuele Trionfi (Livorno, 1829 o 1832 – Firenze, 1900) è stato un pittore e ceramista italiano.

## Biografia
Studiò inizialmente disegno a Livorno, successivamente si trasferì all'Accademia di Belle Arti di Firenze, dove studiò con il professor Antonio Ciseri.
Divenne professore di disegno presso le scuole tecniche comunali di Firenze. Era socio onorario dell'Accademia di Belle Arti di Urbino.
Era principalmente un pittore di genere e figurativo. Nel 1860 dipinse un ritratto del re Vittorio Emanuele II per la colonia italiana al Cairo, in Egitto. Dipinse anche soggetti letterari dalle opere di Byron e Pietro Grossi e un genere in costume a mezza figura, Dopo il ballo, donato all'Accademia di Belle Arti di Firenze. In quest'ultimo, una giovane donna, dopo un ballo in maschera, siede indossando ancora il proprio costume. Altri dipinti di genere includono La Freddolosa e l'Estate; e la coppia Aspettando e i Preparativi . Dipinse anche ceramiche con nature morte di frutta, selvaggina e piccole figure, come il grande piatto intitolato L'Autunno.
Massone, fu iniziato il 15 giugno 1861 nella loggia Concordia di Firenze.